# Priolepis robinsi
Priolepis robinsi е вид лъчеперка от семейство Попчеви (Gobiidae).

## Разпространение
Видът е разпространен в Колумбия и Кюрасао.